# سعد داود (عزبة)
قرية عزبة سعد داود هي إحدى القرى التابعة لمركز الدلنجات في محافظة البحيرة في جمهورية مصر العربية. حسب إحصاءات سنة 2006، بلغ إجمالي السكان في عزبة سعد داود 708 نسمة، منهم 377 رجل و331 امرأة.